# Černyševskaja
Černyševskaja (in russo Чернышевская?, traslitterazione anglosassone: Chernyshevskaya) è una stazione di metropolitana della città di San Pietroburgo, situata sulla linea 1, inaugurata il 1º giugno 1958.
Relativamente piccola stazione a circa 70 m sotto il livello stradale, prende il suo nome dalla Chernyshevsky Prospekt su cui è situata, che a sua volta deve il suo al filosofo materialista e scrittore russo Nikolaj Gavrilovič Černyševskij. Rispetto ad altre stazioni, le linee architettoniche sono molto semplici e geometriche, sempre con un notevole utilizzo del marmo, una forma di passaggio tra l'esuberanza dello stile dello stalinismo e il funzionalismo degli anni sessanta.